# Jason Tesson
Jason Tesson (Angers, 9 gennaio 1998) è un ciclista su strada francese che corre per il team TotalEnergies. È professionista dal 2021.

## Palmarès
- 2021 (St Michel-Auber 93, tre vittorie)

2ª tappa Tour du Poitou-Charentes (Parthenay > Ruffec)
1ª tappa À Travers les Hauts-de-France (Arras > Lagnicourt-Marcel)
Classifica generale À Travers les Hauts-de-France
- 2022 (St Michel-Auber 93, quattro vittorie)

2ª tappa Quattro Giorni di Dunkerque (Béthune > Maubeuge)
1ª tappa Boucles de la Mayenne (Saint-Pierre-des-Landes > Andouillé)
3ª tappa Ronde de l'Oise (La Croix-Saint-Ouen > Ressons-sur-Matz)
4ª tappa Ronde de l'Oise (Compiègne > Beauvais)
- 2023 (TotalEnergies, tre vittorie)

2ª tappa La Tropicale Amissa Bongo (Oyem > Mitzic)
3ª tappa La Tropicale Amissa Bongo (Lébamba > Mouila)
2ª tappa Route d'Occitanie (Cazouls-lès-Béziers > Graulhet)
- 2024 (TotalEnergies, due vittorie)

La Roue Tourangelle
4ª tappa Tour of Taihu Lake (Huzhou > Changxing)

### Altri successi
- 2016 (Juniores)

Grand Prix de Couëron
2ª tappa Loué-Brulon-Noyen (Loué > Loué)
Vallet
- 2018 (Sojasun Espoir - ACNC)

5ª tappa Circuit des Plages Vendéennes (Challans > Challans)
- 2019 (Sojasun Espoir - ACNC)

Les Boucles Guégonnaises
- 2020 (Sojasun Espoir - ACNC/Rally Cycling)

1ª tappa Circuit des Plages Vendéennes (Soullans)
Nantes-Segré
- 2022 (St Michel-Auber 93)

Classifica a punti Quattro Giorni di Dunkerque
Classifica a punti Ronde de l'Oise

## Piazzamenti

### Competizioni europee
- Campionati europei

Plouay 2020 - In linea Under-23: 6º